# Narciso (Caravaggio)
Narciso es el último cuadro de la segunda etapa de Caravaggio, que data de 1597-1599 y se conserva en el Palacio Barberini de Roma. Retrata el mito de Narciso.
El modelo tiene una complexión mediana de gran atractivo, como muchas de sus obras, para las cuales hallaba modelos en las escaleras de la Plaza de España. Aunque si se mira el reflejo, el joven ya no es el mismo, al contrario, es un hombre menos atractivo.
Caravaggio emplea una composición sencilla para plasmar el tema, con esas en él típicas figuras enormes que parecen desbordar los propios límites del marco del cuadro. Esta técnica proporciona una gran cercanía al personaje así como un aspecto espontáneo, como de fotografía, que corta a veces el cuerpo retratado por estar demasiado próximo el espectador. 
De esta manera, las figuras de Caravaggio suelen tener un tamaño casi natural, lo que contribuye aún más a la sensación de proximidad con las mismas. El lienzo está limpiamente seccionado en dos mitades, constituidas por el hermoso Narciso, que describe con su cuerpo una figura geométrica rectangular casi perfecta, con un arco de luz constituido por sus brazos, cuello y rostro, equilibrado con el destello central de la rodilla. En la mitad inferior le responde con armonía el reflejo del joven, más atenuado, perdido en el estanque, significando la fatuidad y lo superficial de la belleza física, no más estable que el reflejo trémulo de la superficie del agua.
Sobre la diferencia entre los dos jóvenes presentados en el cuadro, Narciso se pone en lugar del otro inventando una nueva agencia de sí mismo, una nueva posición, una nueva tópica, el Ego en oposición al Yo, lo que le permite refugiarse en un mundo dirigido hacia la autocontemplación, hacia el egocentrismo, vuelto hacia dentro como un guante del revés.
La muerte de Narciso ahogado mientras contemplaba su propia imagen en el espejo de la laguna es precisamente el castigo proporcional y simbólico que los dioses perpetrarán en su contra, mientras Eco languidece melancólica y queda en nada, sin cuerpo material que sustente a una voz que se limita a repetir lo que los demás declaman, exhibiendo su falta de subjetividad, prisionera del rechazo, mártir de la separación. Narciso se ahoga cuando atraviesa su propio fantasma.
Desde entonces Narciso es una flor con una corola brillante y roja, los dioses le otorgaron el privilegio de ser contemplado por toda la eternidad. Le otorgaron el goce de la naturaleza después de que él renegara de la cultura, del ser-que-habla y que es hablado por el lenguaje.